# 机械唯物主义
机械唯物主义（Mechanistic Materialism，亦称形而上学唯物主义、机械唯物论）是一个马克思主义哲学专有名词。马克思主义理论家认为机械唯物主义是以自然科学为基础，使用机械力学和形而上学的观点解释世界的唯物主义学说。
机械唯物主义的主要代表包括17世纪英国唯物主义哲学家霍布斯、洛克等，以及18世纪法国唯物主义哲学家拉美特里、狄德罗等。